# NGC 351
NGC 351 é uma galáxia espiral barrada (SB0-a) localizada na direcção da constelação de Cetus. Possui uma declinação de -01° 56' 11" e uma ascensão recta de 1 horas, 01 minutos e 57,8 segundos.
A galáxia NGC 351 foi descoberta em 10 de Novembro de 1885 por Lewis A. Swift.